# Brug 421
Brug 421 is een vaste brug in Amsterdam-Zuid.
De voetgangersbrug ligt in het verlengde van de Jasonstraat en overspant het Zuider Amstelkanaal. Zij verbindt de Stadionkade, aan de noordzijde, met de overzijde, waar alleen een naamloos voetpad ligt. Het voetpad leidt naar de Gerrit Rietveld Academie en het Geert Groote College Amsterdam. De brug heeft betonnen landhoofden en een betonnen overspanning.
Indirect is de brug ontworpen door Piet Kramer, Deze had namelijk de betonnen Utrechtsebrug ontworpen, toen deze in verband met stijgende kosten en het gebruik van voorgespannen beton steeds aangepast moest worden. Met name het gebruik van voorgespannen beton was nieuw in die tijd en een van de liggers werd getest op houdbaarheid. Er werd toen bij het testen vooropgesteld dat een geteste ligger niet zou mogen dienen tot permanent gebruik voor normaal verkeer, maar wel als voetgangersbrug.
In mei 1955 besteedde de gemeente Amsterdam de bouw van twee voetbruggen aan, de brug 414 voor de Achillesstraat en deze brug voor de Jasonstraat.
<<< · 400 · 401 · 402 · 403 · 404 · 405 · 406 · 407 · 408 · 409 · 410 · 411 · 413 · 414 · 415 · 416 · 417 · 418 · 419 · 420 · 421 · 422 · 423 · 424 · 425 · 427 · 429 · 430 · 431 · 432 · 433 · 434 · 435 · 436 · 437 · 438 · 439 · 440 · 441 · 442 · 443 · 444 · 445 · 446 · 447 · 448 · 449 · 450 · 451 · 452 · 453 · 454 · 455 · 456 · 457 · 458 · 459 · 460 · 461 · 462 · 463 · 464 · 465 · 466 · 469 · 470 · 471 · 472 · 473 · 474 · 475 · 476 · 478 · 479 · 480 · 482 · 483 · 485 · 486 · 487 · 488 · 489 · 490 · 491 · 492 · 493 · 494 · 495 · 496 · 497 · 499 · >>>
Brugnummers 412, 426, 428, 467, 468, 477, 481, 484 en 498 zijn niet (meer) vergeven.